# Franck Gordon
Franck Gordon, nascido 4 de agosto de 1937 é Châlons-en-Champagne (França), engenharia, autor e escritor Francês.

## Biografia
Na década de 1960, Gordon Franck fez seu serviço nacional por dois anos em engenharia, principalmente no norte da África (Oranie, a Cordilheira do Atlas de Tellien), onde ele construiu estradas e pontes.
No início de sua vida profissional, ele trabalhou como engenheiro em um laboratório de pesquisa do espaço, em seguida, entrou para a indústria de petróleo onde trabalhou no grupo de instrumentação de Schlumberger indústria.
Na década de 1970, ele entrou na indústria de computador e eletrônica onde trabalhou em um grupo de comércio internacional francês, líder em tecnologias avançadas, com filiais na Europa e Estados Unidos. Como Director-Geral responsável pelo marketing do grupo, ele estava em relacionamento com muitas empresas estrangeiras de high tech, como Intel, Amd, Motorola, Texas Instruments, Fairchild, Raychem, Seiko, e, na França e na Europa, participou activamente na introdução do microprocessador, de memória e microcircuitos electrónicos, sistemas automatizados e tecnologia da informação.
No início dos anos 90, ele fundou uma casa de edição eletrônica especializada em campos de instrumentation electrónico e ambiente industrial. Ele está ativamente envolvido nas actividades do ambiente, risco e segurança, em colaboração com os ministérios franceses, a indústria e o meio ambiente.
Os vários comércios e experiências de Franck Gordon desde vários livros de elementos de extensão técnica nas áreas de eletrônica, computador e ambiente industrial. Desde o início dos anos 2000, Franck Gordon apresenta agora suas idéias para o público em geral através de reuniãos sobre o grandes bases de dados e romances como O caso Mórmon, O código Templário e O Templário da América.

## Obras
- O Caso Mórmon, eBook publicada em 2014 - Edição portuguesa,[1] Amazon - e-livro, ASIN: [B00HFJRPF2].
- Genealogia mundial e redes sociais [2]: série de conferências desde 2010 na França.
- O código Templário, Edição francesa [3]: publicada em 2012 na França.
- O Templário da América, Edição francesa [4]: publicada em 2018 na França..
- The Templar Mandylion, secret story of Turin Shroud essay[5] - eBook (2014).
- The Popol Vuh, eBook publicada em 2015 - Edição em inglês [6] [B00V3Q8TXA] - Amazon, 2015.
- Le Popol Vuh, eBook publicada em 2014 - Edição francesa] [7] [B00QH5XJ0K] - Amazon, 2014.
- Denderah, eBook publicada em 2014 - Edição francesa] [8] [B00KHXHK12] - Amazon, 2014.
- Dendera, eBook publicada em 2014 - Edição em inglês [9] [B00LJ6O8UC] - Amazon, 2014.
- Le Mandylion Templier, eBook publicada em 2014 - Edição francesa] [10] [B00K4X03OQ] - Amazon, 2014.
- L'Affaire Mormon, eBook publicada em 2014 - Edição francesa] [11] [B00IF3ATXW] - Amazon, 2014.
- The Templar Mandylion, eBook publicada em 2014 - Edição em inglês [12] [B00JIOTJDS] - Amazon, 2014.
- El Mandylion Templário eBook publicada em 2014 - Edição em espanhol [13] [B00J9E8B40] - Amazon, 2014.